# ديفيد سمول
ديفيد سمول (بالإنجليزية: David Small)‏ هو رسام توضيحي وكاتب وكاتب للأطفال وملحن أمريكي، ولد في 12 فبراير 1945 في ديترويت في الولايات المتحدة.

## حياته
ولد في دترويت في ولاية ميشيغان الأمريكية. وبدأ الرسم في عمر السنتين، وقد أصيب بمشاكل صحية ألزمته المنزل معظم طفولته، وأدت إلى تطوير مهاراته في الرسم. التحق بثانوية كاس التقنية وكتب عدة مسرحيات خلال سنوات مراهقته.
وفي سن الواحد والعشرين اتجه للرسم. ونال درجة البكالوريسس في الفنون الجميلة من جامعة وين الحكومية، وماجستير في الفنون الجميلة من جامعة ييل. ودرَّ الرسم لعدة سنوات في الجامعة ونشر رسومات ساخرة للصحف الجامعية. ونشر أول كتبه بعنوان «يولالي والرأس القافز» Eulalie and the Hopping Head عام 1981 من تأليفه ورسومه. 
ونال عام 1997 جائزة كالديكوت الفخرية وميدالية كريستوفر عن كتابه «البستاني» The Gardener مع سارا ستيوارت زوجته.
وفي عام 2001 نال ميدالية كالديكوت عن رسومه في كتاب «إذاً تريد أن تكون رئيساً؟» الي كتبته جوديث سانت جورج، وهو كتاب مصور للأطفال ويحوي كارتيكاتيراً سياسياً مع الرسوم التوضيحية للأطفال.
تلقى جائزة كالديكوت فخرية ثانية عام 2013 لرسوماته في كتاب «صديق واحد رائع» One Cool Friend للكاتب توني بوزيو.
وقد نشرت رسوماته في صحف نيويوركر ونيويورك تايمز. وفي 15 يوليو 2014 أعلن اسمه ضمن قائمة المرشحين النهائية لنيل جائزة إن إس كي نيوشتات لأدب الأطفال NSK Neustadt Prize.

## السيرة الذاتية
وفي سيرته الذاتية المصورة «غُرز» Stitches والتي نشرت في سبتمبر 2009، يروي رحلة سمول من طفل مريض إلى مريض بالسرطان، إلى مراهق مضطرب يهرب من المنزل في عمر السادسة عشر ليكون فناناً.
ونشر نقد ذلك الكتاب في النيويورك تايمز ولوس أنجلس تايمز.
واحتل المركز الأول في قائمة أكثر الكتب مبيعاً التي تصدرها النيويورك تايمز.ولقب بواحد من أفضل عشر كتب في عام 2009. ودخل القائمة النهائية للمرشحين لجائزة الكتاب الوطني عام 2009 لأدب الشباب.
وترجم الكتاب إلى سبع لغات ونشر في تسع دول مختلفة.

## أعماله

### كتب من تأليفه ورسومه
- يولالي والرأس القافز 1982
- قرون إيموجين المتشعبة 1985
- جون الورقي 1987
- روي ماي لديها كلام لتقوله 1993
- عروسة هوفر 1995
- بذلة فنويك 1996
- بقرات جورج واشنطن 1997
- غُرز 2009
- في البيت بعد حلول الظلام 2018

### كتب من رسومه وتأليف سارا ستيوارت
- شجرة المال 1994
- المكتبة 1995
- البستاني 1997
- الرحلة 2001
- الصديق 2004
- المكان الهادئ 2012

### كتب من رسومه وتأليف آخرين
- رحلات غاليفر 1983 – من تأليف جوناثان سويفت.
- التنين الذي عاش في الطابق السفلي 1884 – من تأليف بور تيلستورم.
- الصحبة آتية 1988 – تأليف أرثر يورنكز.
- تخمة من الابتسامات 1989 – تأليف نورتن جاستر.
- حكاية نوم لبيتي 1993 – تأليف بيفرلي كليري.
- تمساح الكريسماس 1998 – تأليف بوني بيكر.
- عائلة هاكاباك: وكيف ربوا بوبكورن في نبراسكا وكيف خرجوا وعادوا 1999 – تأليف كارل ساندبرغ.
- إذاً تريد أن تكون رئيساً؟ 2000 – من تأليف جوديث سانت جورج وفاز عنه بميدالية كالديكوت.
- الصحبة ذاهبة 2001 – تأليف أرثر يورنكز.
- الفأر وطفله 2001 – تأليف راسل هوبان.
- إذاً تريد أن تكون مخترعاً؟ 2002 – تأليف جوديث سانت جورج.
- الدليل الأساسي لوحوش العالم 2003 – تأليف ليندا أشمان.
- إذاً تريد أن تكون مستكشفاً؟ 2005 – تأليف جوديث سانت جورج.
- سناتوري وأنا: رؤية من عين كلب إلى واشنطن 2006 – تأليف تيد كيندي.
- ذات مرة موزة 2006 – تأليف جينيفر أرمسترونغ.
- جين جاءت الديناصورات بكل شيء 2007 – تأليف إليز بروتش.
- امرأة الكتب تلك 2008 – تأليف هيذر هينسون.
- الأسفل 2008 – تأليف كاثي أبيلت.
- صديق واحد رائع 2012 – توني بوزيو.

## جوائز
حاز على العديد من الجوائز منها ميدالية كالديكوت وجائزتي كالديكوت فخريتين.

## وصلات خارجية
- الموقع الرسمي